# Джонсон, Мерси
Ме́рси Джо́нсон (англ. Mercy Johnson; 28 августа 1984, Лагос, Нигерия) — нигерийская актриса.

## Биография и карьера
Мерси Джонсон родилась 28 августа 1984 года в Лагосе (Нигерия). У Мерси есть шестеро братьев и сестёр. Вскоре после того, как Джонсон провалила экзамены на поступления в университет, она стала актрисой.

## Карьера
Дебютировала в фильме «Горничная», в котором она сыграла роль хозяйки дома. Её роль в фильме была успешной и она сыграла более чем в 170-ти фильмах и телесериалах с тех пор. В 2009 году Мерси выиграла премию «African Film Award» в номинации «Лучшая актриса второго плана», а в 2013 году — «Africa Magic Viewers Choice Awards» за роль в комедии «Dumebi the Dirty Girl».

## Личная жизнь
С 27 августа 2011 года Джонсон замужем за принцем Одианосеном Окоджи. У супругов четверо детей: дочь Пьюрити Озиома Окоджи (род. 30 декабря 2012), сын Генри Озиома Окоджи (род. 15 октября 2014) и ещё две дочери — Эйнджел Онозетейл Окоджи (род. 11 декабря 2015) и Дивайн Мерси Эхиномен Окоджи (род. 4 мая 2020).

## Фильмография
- The Maid (2004)
- Into Temptation (2004)
- House Party (2004)
- House Party 2 (2004)
- Women in Power (2005)
- Women in Power 2 (2005)
- Lost to Lust (2005)
- Lost to Lust 2 (2005)
- Kill the Bride (2005)
- Kill the Bride 2 (2005)
- 19 Macaulay Street (2006)
- 19 Macaulay Street 2 (2006)
- Dear Mama (2006)
- Emotional Blunder (2006)
- Emotional Blunder 2 (2006)
- Endless Night (2006)
- Endless Night 2 (2006)
- Last Kiss (2006)
- Last Kiss 2 (2006)
- Married to the Enemy (2006)
- Married to the Enemy 2 (2006)
- Oath of a Priest (2006)
- Oath of a Priest 2 (2006)
- One-Bullet (2006)
- One-Bullet 2 (2006)
- Painful World (2006)
- Painful World 2 (2006)
- Pay Day (2006)
- Pay Day 2 (2006)
- Sweet Mama (2006)
- Sweet Mama 2 (2006)
- Thanksgiving (2006)
- Thanksgiving 2 (2006)
- Under Control (2006)
- Under Control 2 (2006)
- Under the Sky (2006)
- Under the Sky 2 (2006)
- Area Mama (2007)
- Area Mama 2 (2007)
- Breath of Anger (2007)
- Breath of Anger  2 (2007)
- Crisis in Paradise (2007)
- Crisis in Paradise 2 (2007)
- Desperate Ladies (2007)
- Desperate Ladies 2 (2007)
- Evil Agenda (2007)
- Evil Agenda 2 (2007)
- Genevieve (2007)
- Genevieve 2 (2007)
- Keziah (2007)
- Keziah 2 (2007)
- Kolomental (2007)
- Kolomental 2 (2007)
- Look Into My Eyes (2007)
- Look Into My Eyes 2 (2007)
- My Beloved Son (2007)
- My Beloved Son 2 (2007)
- She Is My Sister (2007)
- She Is My Sister 2 (2007)
- Sunny My Son (2007)
- Sunny My Son 2 (2007)
- Take Me Home (2007)
- Take Me Home 2 (2007)
- The Last Tradition (2007)
- The Last Tradition 2 (2007)
- The Scorpion God (2007)
- The Scorpion God 2 (2007)
- Twist of Fate (2007)
- Twist of Fate 2 (2007)
- Wealth Aside (2007)
- Wealth Aside 2 (2007)
- Act of Faith (2008)
- Act of Faith 2 (2008)
- Corporate Maid (2008)
- Corporate Maid 2 (2008)
- Don't Wanna Be a Player (2008)
- Don't Wanna Be a Player 2 (2008)
- Dumebi
- Forest of Promises (2008)
- Forest of Promises 2 (2008)
- Kiss My Pain (2008)
- Kiss My Pain 2 (2008)
- Sin No More (2008)
- Sin No More 2 (2008)
- Strength to Strength (2008)
- Strength to Strength 2 (2008)
- Tell Me Why (2008)
- Tell Me Why 2 (2008)
- Tears of Madness
- Tears of Madness 2
- Temple of Justice (2008)
- Temple of Justice 2 (2008)
- The Gods Are Wise (2008)
- The Gods Are Wise 2 (2008)
- Tiger King (2008)
- Tiger King 2 (2008)
- Beyond Desire (2009)
- Beyond Desire 2 (2009)
- Clash of Twins (2009)
- Clash of Twins 2 (2009)
- Entanglement (2009)
- Entanglement 2 (2009)
- Entanglement 3 (2009)
- Entanglement 4 (2009)
- Heat of the Moment (2009)
- Heat of the Moment 2 (2009)
- Royal Tears (2009)
- Royal Tears 2 (2009)
- Royal Tears 3 (2009)
- Royal Tears 4 (2009)
- Sexy Girls (2009)
- Sexy Girls 2 (2009)
- Heart of a Fighter 1 and 2
- Royal Fight 1 and 2
- The cripple 1 (2012)
- The cripple 2(2012)
- Ebube 1 (2012)
- Ebube 2 (2012)
- Baby Uku In America (2013)